# Tinodes waeneri
Tinodes waeneri är en nattsländeart som först beskrevs av Carl von Linné 1758.  Tinodes waeneri ingår i släktet Tinodes och familjen tunnelnattsländor. Arten är reproducerande i Sverige. Utöver nominatformen finns också underarten T. w. pollensa.

## Bildgalleri

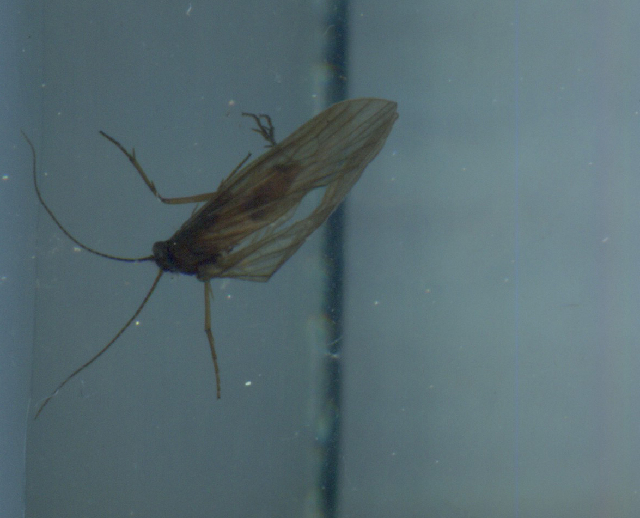